# Panait Iatropol
Panait Iatropol  (n. 1832 – d. 1876) a fost un medic român și primar al Bucureștiului în perioada noiembrie 1868 - martie 1869.
A obținut titlul de doctor în medicină la Paris. Din 1866 și până la finalul vieții a fost doctor primar la Spitalul Colentina din București. După revenirea în România în 1862, a făcut parte din „comisia de înfrumusețare și însǎnǎtoșire a orașului” numitǎ de Primǎria București, care se ocupa de deschiderea unor bulevarde, repararea pavajelor ori rectificarea albiei Dâmboviței.
În 1864 a fost numit medic ginecolog al capitalei, iar în 1866 a fost ales membru în Consiliul Municipal. A fondat „Revista medicală” în 1875.
În vara anului 1876, principele Dimitrie Ghica, alături de Dimitrie A. Sturdza, Grigore Cantacuzino, Carol Davila, A. Fotino și Panait Iatropol, a organizat Societatea de Cruce Roșie din România (CRR), cu sediul la Spitalul Colțea (unde se afla și Eforia Spitalelor Civile).
În prezent, o stradă din sectorul 5 al capitalei îi poartă numele.